# Всесвітня виставка 1851

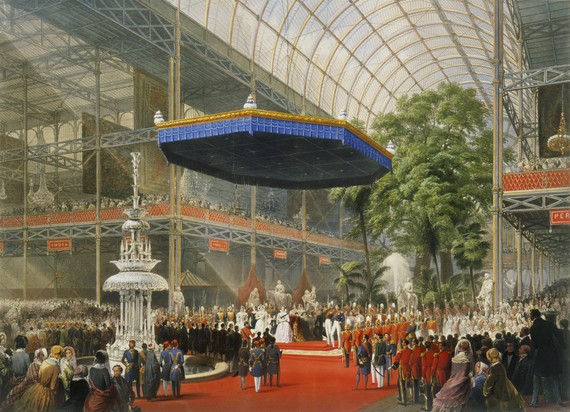
Королева Вікторія відкриває Всесвітню виставку

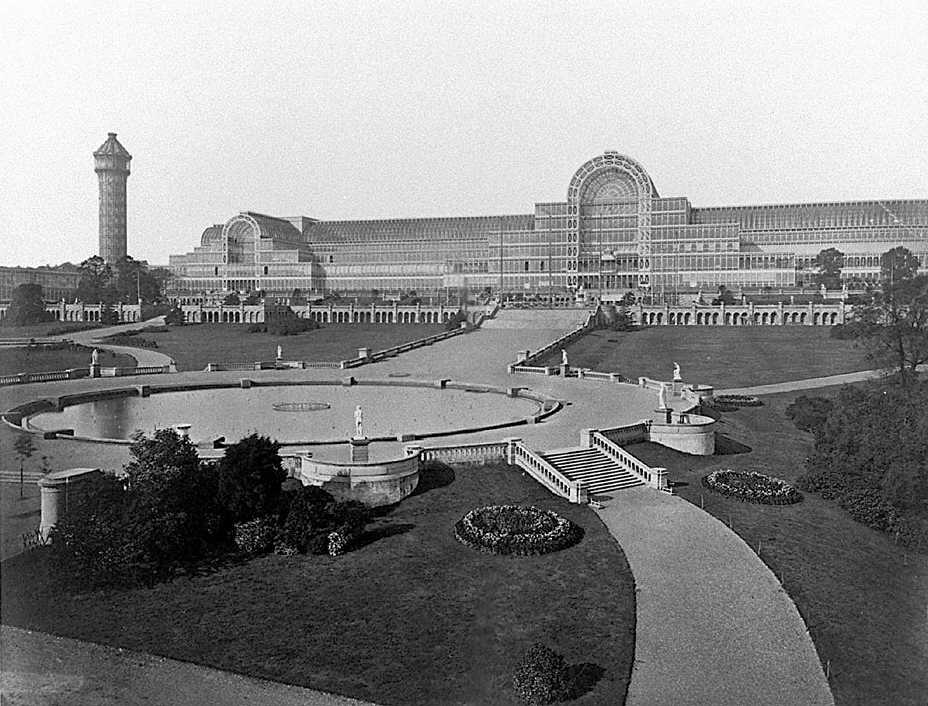
Кришталевий палац

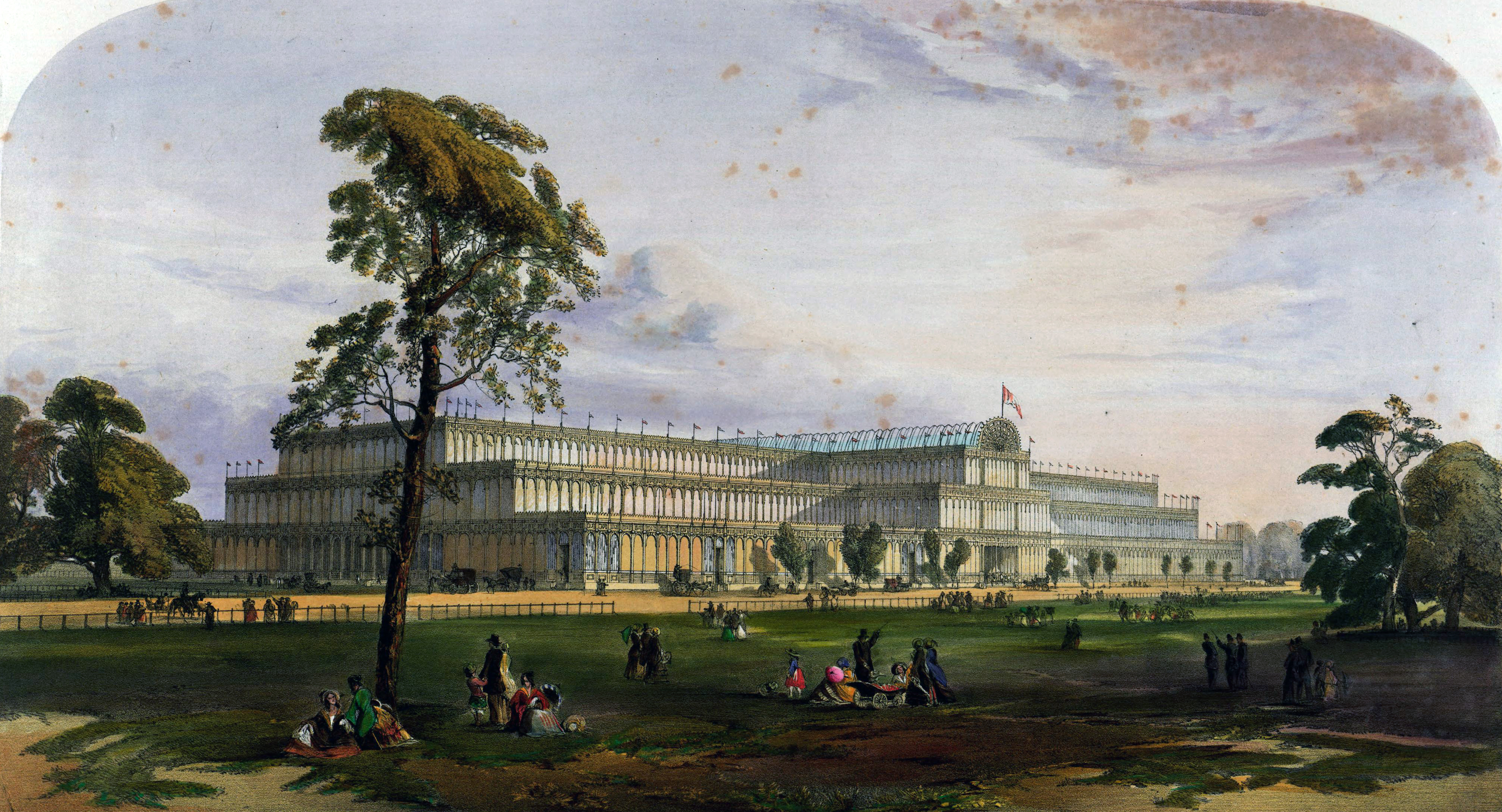
Всесвітня виставка 1851

Велика виставка промислових робіт усіх народів (англ. The Great Exhibition of the Works of Industry of All Nations) — виставка, що проходила у лондонському Гайд-парку з 1 травня до 15 жовтня 1851.

## Історія
Досить швидко прозвана всесвітньою через участь великої кількості країн світу і стала віхою в історії промислової революції. На першій в історії світовій виставці були представлені промислові товари та різні ремісничі вироби, машини, виробничі методи, а також корисні копалини і роботи образотворчого мистецтва.
Ініціатива проведення виставки належить британському союзу ремісників (англ. Society of Arts). Реакція британських промисловців і бізнесменів на проєкт, офіційно представлений в 1849, була досить позитивною. Вони бачили у виставці ідеальну платформу для підтримки всесвітньої вільної торгівлі.
Організацією і керівництвом виставки займався британський держслужбовець і винахідник Генрі Коул і комітет із 24 людей, названий «королівською комісією» (англ. Royal Commission) за сприяння принца Альберта. Склад комітету затверджувався особисто Королевою, що надавало йому державний авторитет. Але фінансуванням проєкту займалися організатори. Вони оплачували роботу навіть поліцейських, які охороняли виставки.
Для проведення виставки зведений Кришталевий палац, велична гігантська будівля зі скла і сталі розміром 80 тисяч м². До речі, у 1936 Кришталевий палац було повністю знищено пожежею. Всередині палацу глядачам демонстрували дивовижні винаходи — такі, як прототип факс-машини чи «провісник бур» (англ. Tempest prognosticator) (унікальний прилад, який використовував п'явок для передбачення погоди). Для привернення публіки демонструвалися різні дивовижі — наприклад, відомий діамант Кохінур. Також були виставлені багаті мисливські трофеї, які здобув відомий мисливець та дослідник Південної Африки Роелін Гордон-Каммінг.
Всесвітня виставка була справжньою вітриною Британської імперії, вона допомогла їй продемонструвати свою міць і промислові успіхи. Виставка стала символом Вікторіанської епохи.
Ажіотаж навколо виставки, яку відвідало приблизно 6 мільйонів людей (третина населення Британії), приніс організаторам величезний прибуток. Кошти пішли на заснування музеїв Абертополя. Ініціативу проведення всесвітніх виставок одразу підхопили французи, які через чотири роки провели всесвітню виставку 1855 року. З тих пір такі заходи почали проводити постійно.